# Осипов, Никита Юрьевич
Ники́та Ю́рьевич О́сипов (22 января 1984, Самара, СССР) — российский и белорусский хоккеист, крайний нападающий. Воспитанник самарского хоккея. Завершил карьеру.

## Карьера
Никита Осипов начал свою профессиональную карьеру в 2001 году в составе дубля московского «Динамо». Следующий сезон Осипов начал уже в составе родного самарского клуба ЦСК ВВС, где провел три полноценных сезона и набрал в общей сложности в 133 матчах 45 (20+25) очков.
Сезон 2005/06 Никита начинал в команде «Мотор», однако уже по ходу сезона перебрался в ТХК, а в конце года он дебютировал в Суперлиге, выступая за ХК МВД.
Начиная с сезона 2006/07 Никита Осипов решил продолжить свою карьеру в Белоруссии. В составе минского «Динамо» Никита впервые стал чемпионом Беларуси. Через полтора года команда пошла на повышение в КХЛ, где Осипов был приглашен на просмотр, однако пробиться в состав ему не удалось. После этого им был подписан контракт с «Металлургом» из Жлобина, где Осипов провел четыре сезона. В сезоне 2011/12 Никита в составе «Металлурга» стал обладателем национального Кубка и Кубка президента Белоруссии, был капитаном команды.
4 сентября 2012 года стало известно о том, что Никита Осипов подписал контракт с новосибирской «Сибирью» сроком на два года. 6 сентября Осипов дебютировал в КХЛ, а 10 сентября, в матче с «Атлантом», забросил первую шайбу за «Сибирь». Однако, проведя в составе новосибирского клуба 14 матчей, 16 октября контракт между клубом и игроком был расторгнут по обоюдному согласию сторон. За время выступления в КХЛ Осипов записал в свой актив одну заброшенную шайбу, один малый штраф, показатель полезности «-1» при среднем времени на льду 10:26. А уже на следующий день после расторжения контракта с «Сибирью» Осипов вернулся обратно в жлобинский «Металлург».

## Статистика выступлений
Последнее обновление: 12 сентября 2012 года
|                     |                     |                     | Регулярный сезон | Регулярный сезон | Регулярный сезон | Регулярный сезон | Регулярный сезон | Регулярный сезон | Плей-офф | Плей-офф | Плей-офф | Плей-офф | Плей-офф | Плей-офф |
| Сезон               | Команда             | Лига                | Игр              | Г                | П                | Очк              | +/-              | Штр              | Игр      | Г        | П        | Очк      | +/-      | Штр      |
| ------------------- | ------------------- | ------------------- | ---------------- | ---------------- | ---------------- | ---------------- | ---------------- | ---------------- | -------- | -------- | -------- | -------- | -------- | -------- |
| 2001/02             | Динамо Мск-2        | Первая лига         | 32               | 10               | 22               | 32               | --               | 24               | —        | —        | —        | —        | —        | —        |
| 2002/03             | ЦСК ВВС             | Высшая лига         | 28               | 5                | 4                | 9                | --               | 12               | —        | —        | —        | —        | —        | —        |
| 2003/04             | ЦСК ВВС             | Высшая лига         | 56               | 7                | 12               | 19               | --               | 46               | —        | —        | —        | —        | —        | —        |
| 2004/05             | ЦСК ВВС             | Высшая лига         | 49               | 8                | 9                | 17               | --               | 72               | —        | —        | —        | —        | —        | —        |
| 2005/06             | Мотор               | Высшая лига         | 27               | 1                | 8                | 9                | --               | 12               | —        | —        | —        | —        | —        | —        |
| 2005/06             | ТХК                 | Первая лига         | 10               | 2                | 6                | 8                | --               | 4                | —        | —        | —        | —        | —        | —        |
| 2005/06             | ХК МВД              | Суперлига           | 9                | 2                | 0                | 2                | +1               | 6                | 4        | 1        | 1        | 2        | +1       | 2        |
| 2006/07             | Динамо Мн-2         | Белоруссия          | 17               | 13               | 12               | 25               | --               | 24               | —        | —        | —        | —        | —        | —        |
| 2006/07             | Динамо Мн           | ОЧБ                 | 29               | 3                | 5                | 8                | --               | 16               | -        | -        | -        | -        | -        | -        |
| 2007/08             | Динамо Мн           | ОЧБ                 | 53               | 14               | 17               | 31               | --               | 32               | —        | —        | —        | —        | —        | —        |
| 2008/09             | Металлург Жл        | ОЧБ                 | 45               | 7                | 25               | 32               | --               | 20               | —        | —        | —        | —        | —        | —        |
| 2009/10             | Металлург Жл        | ОЧБ                 | 46               | 5                | 12               | 17               | --               | 24               | —        | —        | —        | —        | —        | —        |
| 2010/11             | Металлург Жл        | ОЧБ                 | 47               | 8                | 32               | 40               | --               | 32               | 6        | 2        | 5        | 7        | --       | 4        |
| 2011/12             | Металлург Жл        | ОЧБ                 | 42               | 13               | 36               | 49               | +24              | 30               | 14       | 2        | 10       | 12       | +5       | 4        |
| 2012/13             | Сибирь              | КХЛ                 | 14               | 1                | 0                | 1                | -1               | 2                | —        | —        | —        | —        | —        | —        |
| Всего в КХЛ         | Всего в КХЛ         | Всего в КХЛ         | 14               | 1                | 0                | 1                | -1               | 2                | —        | —        | —        | —        | —        | —        |
| Всего в ОЧБ         | Всего в ОЧБ         | Всего в ОЧБ         | 262              | 50               | 127              | 177              | +24              | 154              | 20       | 4        | 15       | 19       | +5       | 8        |
| Всего в Высшей лиге | Всего в Высшей лиге | Всего в Высшей лиге | 160              | 21               | 33               | 54               | 0                | 142              | —        | —        | —        | —        | —        | —        |
| Всего в Первой лиге | Всего в Первой лиге | Всего в Первой лиге | 42               | 12               | 28               | 40               | 0                | 28               | —        | —        | —        | —        | —        | —        |